# I liga czeska w rugby
I liga czeska w rugby – druga w hierarchii liga męskich ligowych rozgrywek rugby w Czechach. Stanowi najniższy szczebel rozgrywkowy w Czechach. Zmagania toczą się cyklicznie (co sezon) systemem kołowym i są przeznaczone dla 8 czeskich (wyjątkiem jest słowacki Slovan Bratysława, jedyny klub rugby na Słowacji) klubów rugby. Czołowe drużyny I ligi czeskiej uzyskują awans do Ekstraligi, zaś reszta zespołów utrzymuje się w rozgrywkach. Od samego początku do dziś zarządzana przez Czeski Związek Rugby.